# 天權
天權（大熊座δ，δ Uma），西方傳統的正式名稱為Megrez /ˈmiːɡrɛz/,，是位於北天拱極星座大熊座的一顆恒星。它的視星等為+3.3，是北斗七星這個星群中最黯淡的一顆。視差量測得出與太陽的距離估計為80.5光年（24.7秒差距）。

## 恆星性質

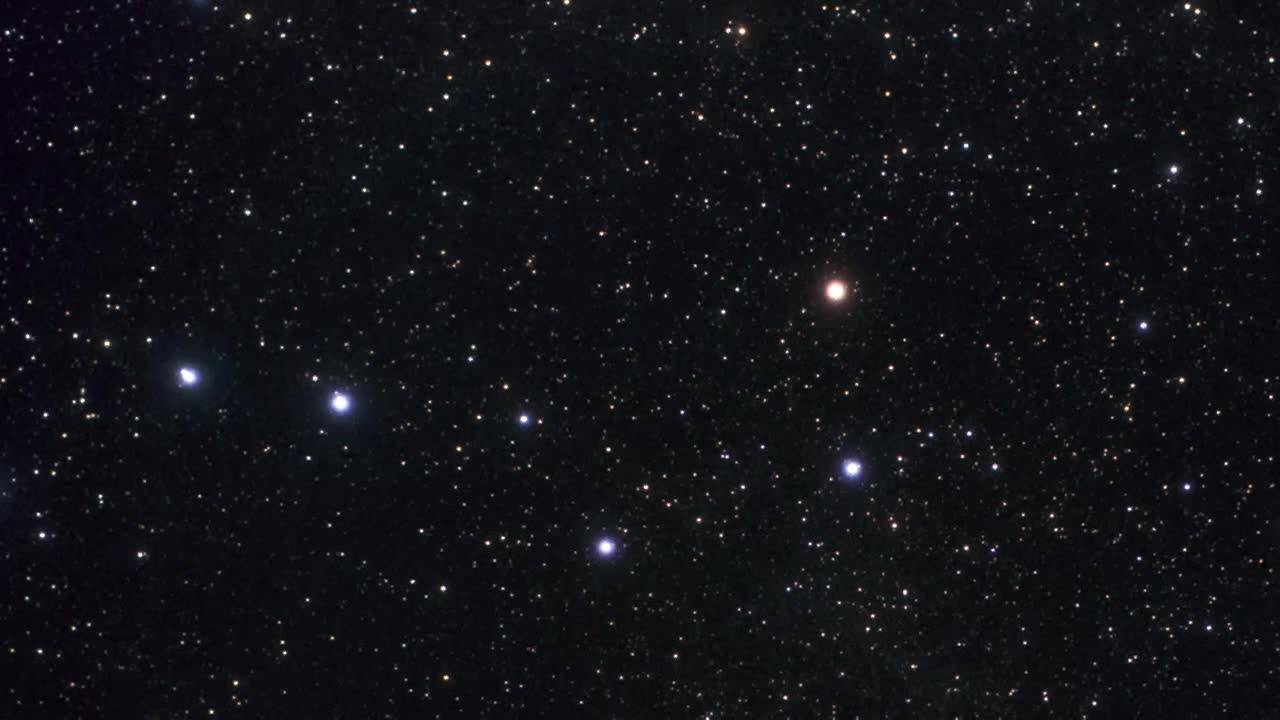
北斗七星中的天權位於杓柄與杓口銜接之處。

天權的質量比太陽大63% ，半徑大約是太陽半徑半徑的1.4倍。它的恒星分類是A3V，這意味著它是一顆通過氫的核融合在其核心產生能量的A型主序星。它的光度是太陽的14倍，使得它內部的能量從表面向外輻射的有效溫度為9,480K。 這使它具有典型的A型恆星的白色色調。
這顆恒星有過量的紅外輻射，表明存在星周物質。這在距恒星16天文單位的軌道半徑周圍形成一個岩屑盤。這個半徑對於圓盤的估計年齡來說非常小，這可以解釋為坡印廷-羅伯遜效應的阻力導致塵埃向內螺旋
它有兩顆黯淡的伴星，一顆是10等的天權B（大熊座δB），另一顆是11等的天權C（大熊座δC），它們都位於距離主恆星角度約2弧分之處。
天權是大熊座移動星群的成員，這是一個星協中的恆星。它們在空間中有共同的運動，可能形成於相同的分子雲。銀河系中天權在銀河系的空間速度分量為[U，V，W]=[+15.35，+1.17，-11.52] km s−1。

## 命名法

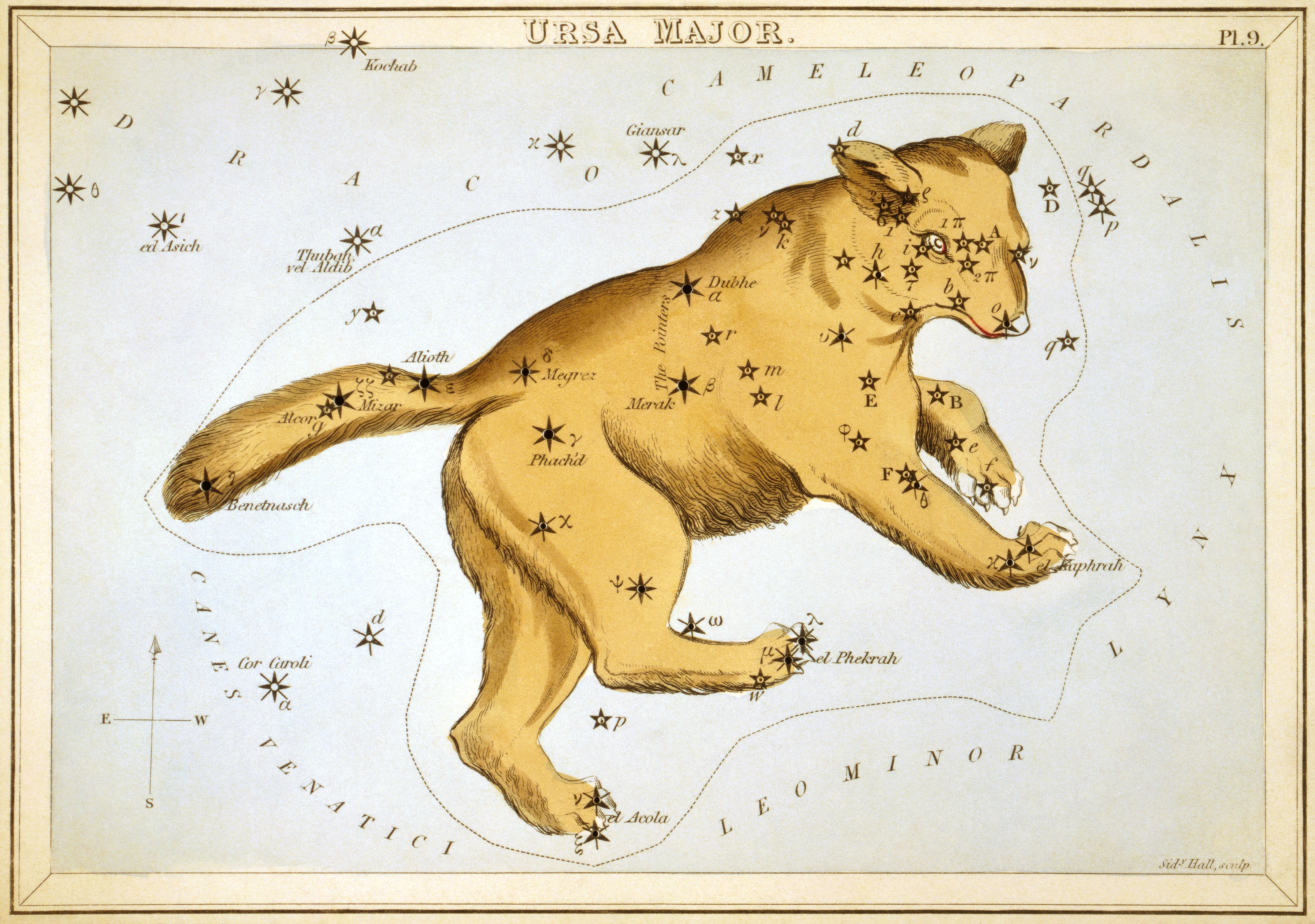
在雪梨大廳中描繪大熊座恆星的版畫。

天權在拜耳命名法中的名稱是大熊座δ（拉丁名稱是Delta Ursae Majoris）。
它的傳統名稱為Megrez/ˈmɛɡrɛz/，和歷史名稱為 Kaffa。Megrez的阿拉伯語：為al-maghriz，意思是熊尾巴的根基。 Kaffa這個名字出現在1951年捷克天文學家Antonín Bečvář出版的一本名為《Atlas Coeli》（斯卡爾納特·普萊索天空圖集）的出版品上，但保羅·庫尼奇（Paul Kunitzch）教授一直無法找到任何關於 Kaffa這個名字起源的線索。
印度教徒稱這顆星是“Atri”，是神話中的七仙人之一。
在中國，北斗 ()是紫微垣中的星官，等同於大北斗這個星群，也就是北斗七星。因此，中文星名的天權也可以稱為北斗四，意思是北斗七星的第四顆星（英語：the Fourth Star of Northern Dipper）。 天權（的意思是天體平衡之星（英語：Star of Celestial Balance）。
天權在術數中，又稱之為「文曲」。《五行大義》引《黃帝斗圖》「四名文曲，卯酉生人所屬」。混雜術數的《北斗七星延命經》：「南無文曲星，是東方無憂世界最勝吉祥如來佛。」

## 同名
美國海軍的巨爵級貨船USS Megrez (AK-126)是根據這顆恆星命名為Megrez。